# أودي أوزبورن
أودي أوماني أوزبورن (بالإنجليزية: Ode’ Omaani Osbourne؛ مواليد 9 يناير 1992) هو مُقاتل فنون قتالية مختلطة جامايكي.

## وصلات خارجية
- أودي أوزبورن على موقع يو إف سي (الإنجليزية)
- أودي أوزبورن على موقع شيردوغ (الإنجليزية)
- أودي أوزبورن على موقع IMDb (الإنجليزية)